# Профітстаун (Іллінойс)
Профітстаун (англ. Prophetstown) — місто (англ. city) в США, в окрузі Вайтсайд штату Іллінойс. Населення — 1946 осіб (2020).

## Географія
Профітстаун розташований за координатами 41°40′13″ пн. ш. 89°56′7″ зх. д. / 41.67028° пн. ш. 89.93528° зх. д. (41.670325, -89.935153).  За даними Бюро перепису населення США в 2010 році місто мало площу 3,61 км², з яких 3,55 км² — суходіл та 0,06 км² — водойми.

## Демографія
Згідно з переписом 2010 року, у місті мешкало 2080 осіб у 831 домогосподарстві у складі 511 родини. Густота населення становила 576 осіб/км².  Було 908 помешкань (251/км²).
Расовий склад населення:
| - 97,7 % — білих - 0,7 % — чорних або афроамериканців - 0,4 % — азіатів - 0,2 % — корінних американців |

До двох чи більше рас належало 0,7 %. Частка іспаномовних становила 2,3 % від усіх жителів.
За віковим діапазоном населення розподілялося таким чином: 22,7 % — особи молодші 18 років, 54,7 % — особи у віці 18—64 років, 22,6 % — особи у віці 65 років та старші. Медіана віку мешканця становила 43,7 року. На 100 осіб жіночої статі у місті припадало 96,0 чоловіків;  на 100 жінок у віці від 18 років та старших — 91,5 чоловіків також старших 18 років.
Середній дохід на одне домашнє господарство  становив 53 144 долари США (медіана — 43 250), а середній дохід на одну сім'ю — 60 652 долари (медіана — 52 171). Медіана доходів становила 43 065 доларів для чоловіків та 33 571 долар для жінок. За межею бідності перебувало 14,5 % осіб, у тому числі 26,7 % дітей у віці до 18 років та 6,7 % осіб у віці 65 років та старших.
Цивільне працевлаштоване населення становило 828 осіб. Основні галузі зайнятості: освіта, охорона здоров'я та соціальна допомога — 24,5 %, виробництво — 19,1 %, роздрібна торгівля — 19,0 %.